# Contea di Jiange
La contea di Jiange (剑阁县S, Jiàngé XiànP) è una contea della Cina, situata nella provincia di Sichuan e amministrata dalla prefettura di Guangyuan.